# يو إف سي 317
يو إف سي 317: توبوريا ضد أوليفيرا (بالإنجليزية: UFC 317: Topuria vs. Oliveira) هو حدث لفنون القتال المختلطة نظّمته يو إف سي، وأُقيم في 28 يونيو 2025، على تي موبايل أرينا في بارادايس، نيفادا، وهي جزء من منطقة لاس فيغاس الحضرية، الولايات المتحدة.

## الخلفية
أقيم هذا الحدث خلال أسبوع القتال الدولي السنوي ليو إف سي. أقيم أيضًا حفل إدخال قاعة مشاهير يو إف سي لعام 2025 خلال الأسبوع.
كان النزال على لقب بطولة يو إف سي للوزن الخفيف بين بطل يو إف سي لوزن الريشة السابق إيليا توبوريا والبطل السابق تشارلز أوليفيرا هو الحدث الرئيسي للحدث. تخلى البطل الحالي إسلام ماخاتشيف عن اللقب من أجل المنافسة على لقب بطولة يو إف سي لوزن الوسط. تخلى توبوريا عن لقبه في وزن الريشة في أبريل من أجل الانتقال إلى وزن خفيف. كان أرمان تساروكيان (الذي كان من المقرر سابقًا أن يُنافس على اللقب في يو إف سي 311 لكنه انسحب قبل يوم واحد من الحدث بسبب الإصابة بمثابة المقاتل البديل المحتمل لهذه النزال.
أقيم النزال على لقب بطولة يو إف سي للوزن الذبابة بين البطل الحالي ألكسندر بانتوجا ومنافس اللقب المؤقت السابق كاي كارا فرانس. كان من المقرر في الأصل أن يقام النزال في يو إف سي 314 ويو إف سي 316، لكن الحجوزات لم يتم تأكيدها أبدًا. التقى الثنائي سابقًا في نزال استعراضي في ربع نهائي المقاتل النهائي: بطولة الأبطال النهائية في نوفمبر 2016، عندما فاز بانتوجا في النزال المكونة من جولتين بقرار القضاة بالإجماع.
كان من المقرر أن يشارك في هذا الحدث نزال وزن الذبابة بين المتحدي السابق للقب (وهو أيضًا بطل بطولة القتال التراثية السابق لوزن الذبابة) براندون رويال وبطل رايزن السابق لوزن الديك مانيل كابي. كان من المقرر في الأصل أن يتصدرا حدث يو إف سي ليلة القتال: كاب ضد ألمباييف في نزال الفائزة به سيُنافس على اللقب، لكن اضطر رويفال إلى الانسحاب بسبب تعرضه لارتجاجات متعددة. بدوره، انسحب كابي هذه المرة في 9 يونيو بسبب كسر في القدم وتم استبداله بجوشوا فان.
أقيم نزال في الوزن الخفيف بين بينيل داريوش ومنافسه السابق على اللقب ريناتو مويكانو في هذا الحدث. كان من المفترض في البداية أن يتنافسا في يو إف سي 311 لكن مويكانو انتهى به الأمر بتحدي ماخاتشيف على اللقب في الحدث الرئيسي في وقت قصير.
كان من المقرر إقامة نزال في الوزن الثقيل بين جاستن تافا وجوناتا دينيز في هذا الحدث. ومع ذلك، انسحب تافا من القتال لأسباب غير معروفة وتم استبداله بالوافد الجديد ألفين هاينز.
كان من المقرر إقامة نزال في الوزن المتوسط بين المنافس على لقب بطولة يو إف سي للوزن المتوسط باولو كوستا ورومان كوبيلوف في هذا الحدث. ومع ذلك، لأسباب غير معروفة تم نقل النزال إلى يو إف سي 318.
كان من المقرر أن يواجه سيدريكس دوماس المقاتل الجديد الذي لم يهزم جاكسون ماكفي في هذا الحدث في نزال للوزن المتوسط. ومع ذلك، انسحب دوماس لأسباب غير معروفة وتم استبداله بوافد جديد آخر غير مهزوم وهو كريستوفر إيورت. ثم خسر إيفرت 10 أرطال من وزنه، وتم قطع وزنه في نفس اليوم، مما اضطر إلى إلغاء القتال.

## النتائج
1. ↑  على لقب بطولة يو إف سي للوزن الخفيف الشاغر.
2. ↑  على لقب بطولة يو إف سي لوزن الذبابة.

## الجوائز الإضافية
حصل المقاتلون التاليون على مكافآت قدرها 50 ألف دولار.
- قتال الليلة: جوشوا فان ضد براندون رويال
- أداء الليلة: إيليا توبوريا وغريغوري رودريغيز